# Bailamos
Bailamos è un brano di genere pop latino del cantautore spagnolo Enrique Iglesias, pubblicato il 15 giugno 1999. La canzone è apparsa per la prima volta in una versione a tiratura limitata dell'album Cosas del amor, per poi essere inserita nella colonna sonora del film Wild Wild West con Will Smith.
Considerando l'ernome successo riscontrato dal brano, venne pubblicato il singolo in tutto il mondo, e fece ottenere ad Iglesias un contratto con la prestigiosa Interscope Records, che venne inserita nel primo album di Iglesias con la nuova etichetta  Enrique.
Bailamos è stata scritta da Paul Barry e Mark Taylor e prodotta da Barry e Brian Rawling, il medesimo team che aveva prodotto la hit di Cher Believe.

## Video musicale
Il video musicale è stato girato a Miami. Si tratta sostanzialmente di un montaggio di scene relative al cantante che cominciano con Iglesias al telefono ed in seguito a bordo di un aereo. Sequenze successive mostrano il cantante camminare per le strade ed in un edificio mentre guarda due ballerine di flamenco.
Dopo che il brano venne scelto per la colonna sonora di Wild Wild West, venne girato un secondo video dal regista Nigel Dick in messico. In questa versione Iglesias è un ricercato in uno sperduto villaggio messicano, mentre vengono alternate scene tratte dal film.
Una terza versione del video è stata girata da Paul Hunter. In questo video Iglesias è un barman in un nightclub, che guarda un balletto di flamenco, ed in alcune scene balla anche con una danzatrice interpretata da Staci Flood.

## Tracce
CD-Maxi Universal 380 594-2 (UMG) / EAN 0602438059423
1. Bailamos - 3:38
2. Nunca te olvidaré - 4:22
3. Bailamos (Groove Brothers Rmx) - 5:05

## Classifiche
| Classifica (1999-2000)                     | Posizione massima |
| ------------------------------------------ | ----------------- |
| Francia                                    | 6                 |
| Germania                                   | 10                |
| Italia                                     | 12                |
| Messico                                    | 3                 |
| Paesi Bassi                                | 4                 |
| Spagna                                     | 1                 |
| UK                                         | 4                 |
| US Billboard Hot 100                       | 1                 |
| US Billboard Hot Latin Tracks              | 1                 |
| US Billboard Hot Adult Contemporary Tracks | 14                |
| US Billboard Hot Dance Club Play           | 1                 |